# Anti-queue

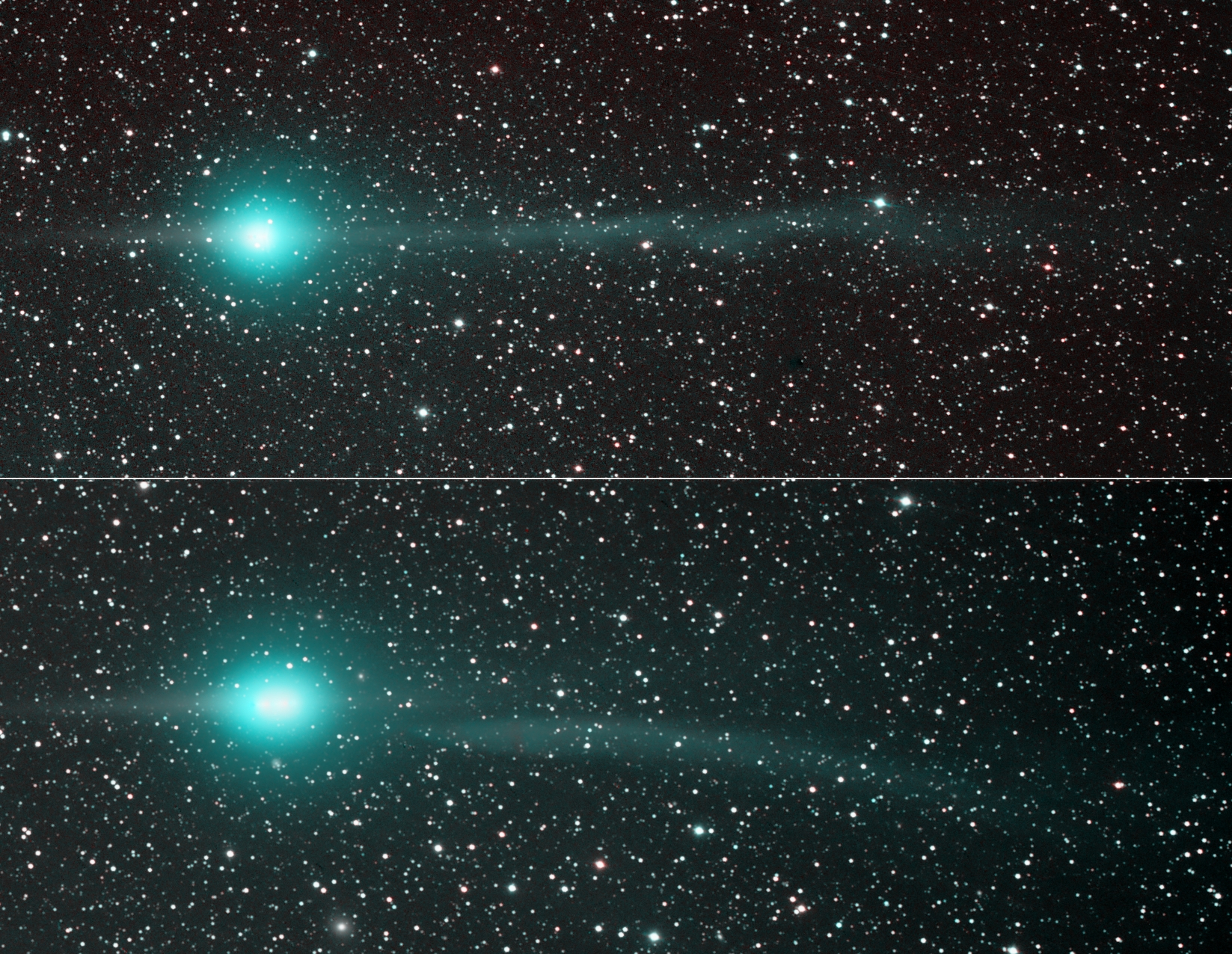
Comète Lulin
anti-queue à gauche, queue ionique à droite.

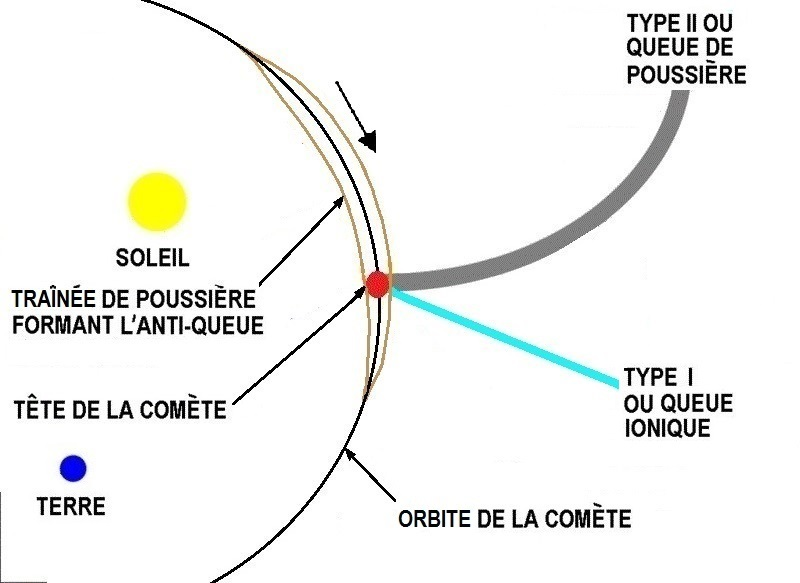
Schéma montrant comment une comète peut sembler montrer une anti-queue pointant vers le Soleil, en opposition aux autres queues.

Une anti-queue est un type de queue de comète. Elle est constituée des grains les plus gros, et vue en perspective au moment où la Terre traverse le plan de l'orbite cométaire, semble pointer vers le Soleil. La plupart des comètes n'expulsent pas suffisamment de matière pour former une anti-queue visible.

## Description
Une comète peut avoir une anti-queue qui, vue de la Terre, se présente comme une pointe en saillie de la chevelure de la comète se dirigeant vers le Soleil et donc géométriquement opposée aux autres queues. L'anti-queue est formée de particules de poussière plus grosses que celles des autres queues, elles sont moins touchées par la pression de radiation du Soleil ou du vent solaire et elles ont tendance à rester dans le plan orbital et éventuellement former une traînée restant sur la même orbite. Quand la Terre passe à travers le plan orbital de la comète, la partie de cette traînée pointant vers le Soleil peut être vue ; l'autre partie peut parfois être vue, même si elle tend à se confondre avec la queue de poussière. Cette anti-queue n'est habituellement visible que pendant le bref laps de temps où l'orbite de la Terre et celui de la comète se trouvent dans le même plan,. Le terme d'anti-queue est utilisé uniquement lorsque celle-ci pointe vers le Soleil.
Quelques comètes ont développé une anti-queue visible :
- C/1956 R1 (Arend-Roland)
- C/1995 O1 (Hale-Bopp)
- C/2011 L4 (PANSTARRS)
- C/2007 N3 (Lulin)
- C/2022 E3 (ZTF)
- C/2023 A3 (Tsuchishan-ATLAS)